# Championnat de France féminin de hockey sur glace 2007-2008
La saison 2007-08 est la 22e édition du Championnat de France féminin de hockey sur glace.

## Équipes engagées
Elles sont au nombre de onze :
- zone Nord :
  - HC Amiens Somme ;
  - HC Brest ;
  - HC Cergy-Pontoise ;
  - HC Neuilly-sur-Marne ;
  - Rennes Cormorans HC ;
  - CSG Saint-Ouen ;
  - Lions de Wasquehal.

- zone Sud :
  - HC Font-Romeu ;
  - Gap HC ;
  - Grenoble MH 38 ;
  - Turin ( Italie).

## Formule de la saison
Les équipes sont réparties en deux zones, Nord et Sud.
- Zone Nord :
  - Première phase : 6 octobre 2007 au 20 janvier 2008
    - Les équipes de la zone Nord sont partagées en deux groupes régionaux, A et B. Les groupes se jouent sous la forme d'un championnat avec matchs aller-retour. Une fois les classements établis, les deux premiers de chaque groupe se qualifient les play-offs (Groupe D). Les autres équipes sont rassemblées au sein d'un groupe play-downs (Groupe E).

  - Play-offs : 2 février 2008 au 13 avril 2008
    - Le Groupe D se joue sous la forme d'un championnat avec matchs aller-retour. Un classement est ensuite établi. Les deux premiers se qualifient pour le Carré Final. Les autres équipes sont reversées dans un tournoi pour la cinquième place.

  - Play-downs : 9 février 2008 au 5 avril 2008
    - Le Groupe E se joue sous la forme d'un championnat avec matchs aller-retour. Un classement est ensuite établi. Le vainqueur est classé neuvième du Championnat ;
- Zone Sud :
  - Groupe C : 6 octobre 2008 au 20 avril 2008
    - Les équipes au sein d'un Groupe C qui se joue sous la forme d'un championnat avec matchs doubles aller-retour. Un classement est ensuite établi. Les deux premiers se qualifient pour le Carré Final. Les autres équipes sont reversées dans un tournoi pour la cinquième place.
- Tournoi pour la cinquième place : 19-20 avril 2008
  - Les équipes éliminées des Groupes C et D s'affrontent dans un tournoi se jouant sous la forme d'une coupe. le vainqueur est classé cinquième de la saison, un match pour la septième place est également joué.
- Carré Final : 25 au 27 avril 2008
  - Les équipes qualifiées s'affrontent dans un groupe se jouant sous la forme d'un championnat à match simple. L'équipe terminant à la première place est sacrée Championne de France.

Les points sont attribués de la manière suivante :
- 2 points pour une victoire ;
- 1 point pour un nul ;
- 0 point pour une défaite ;
- -1 point pour un forfait.

Étant une équipe étrangère, Turin ne peut prétendre au titre de Championne de France.

## Résultats

### Zone Nord

#### Première phase
Disputée du 6 octobre 2008 au 20 janvier 2008
Groupe A
| Domicile / Extérieur | Brest | Cergy-Pontoise | Rennes |
| Brest                |       | 3-6            | 15-0   |
| Cergy-Pontoise       | 10-1  |                | 22-1   |
| Rennes               | 0-6   | 1-33           |        |

|  | Victoire à domicile |  | Match nul |  | Victoire à l'extérieur |

Pour les significations des abréviations, voir Statistiques du hockey sur glace.
| Pl. | Équipe              | PJ | V | N | D | Pts | BP | BC | +/- |
| --- | ------------------- | -- | - | - | - | --- | -- | -- | --- |
| 1   | HC Cergy-Pontoise   | 4  | 4 | 0 | 0 | 8   | 71 | 6  | +65 |
| 2   | HC Brest            | 4  | 2 | 0 | 2 | 4   | 25 | 16 | +9  |
| 3   | Rennes Cormorans HC | 4  | 0 | 0 | 4 | 0   | 2  | 76 | -74 |

Groupe B
| Domicile / Extérieur | Amiens            | Neuilly-sur-Marne | Saint-Ouen | Wasquehal |
| Amiens               |                   | 3-10              | 6-0        | 26-0      |
| Neuilly-sur-Marne    | 27-1              |                   | 6-2        | 5-0       |
| Saint-Ouen           | 8-2               | 0-11              |            | 16-1      |
| Wasquehal            | Wasquehal forfait | 1-53              | 0-21       |           |

|  | Victoire à domicile |  | Match nul |  | Victoire à l'extérieur |

Pour les significations des abréviations, voir Statistiques du hockey sur glace.
| Pl. | Équipe               | PJ | V | N | D | Pts | BP  | BC  | +/-  |
| --- | -------------------- | -- | - | - | - | --- | --- | --- | ---- |
| 1   | HC Neuilly-sur-Marne | 6  | 6 | 0 | 0 | 12  | 112 | 7   | +105 |
| 2   | CSG Saint-Ouen       | 6  | 3 | 0 | 3 | 6   | 47  | 26  | +21  |
| 3   | HC Amiens Somme      | 5  | 2 | 0 | 3 | 4   | 38  | 45  | -7   |
| 4   | Lions de Wasquehal   | 5  | 0 | 0 | 5 | -1  | 2   | 121 | -119 |

#### Play-Off (Groupe D)
Disputés du 2 février 2008 au 13 avril 2008
| Domicile / Extérieur | Brest | Cergy-Pontoise | Neuilly-sur-Marne | Saint-Ouen |
| Brest                |       | 0-15           | 1-11              | 1-4        |
| Cergy-Pontoise       | 5-0   |                | 7-2               | 12-0       |
| Neuilly-sur-Marne    | 5-0   | 4-13           |                   | non joué   |
| Saint-Ouen           | 1-3   | 2-16           | 1-8               |            |

|  | Victoire à domicile |  | Match nul |  | Victoire à l'extérieur |

Pour les significations des abréviations, voir Statistiques du hockey sur glace.
| Pl. | Équipe               | PJ | V | N | D | Pts | BP | BC | +/- |
| --- | -------------------- | -- | - | - | - | --- | -- | -- | --- |
| 1   | HC Cergy-Pontoise    | 6  | 6 | 0 | 0 | 12  | 68 | 8  | +60 |
| 2   | HC Neuilly-sur-Marne | 5  | 3 | 0 | 2 | 6   | 30 | 22 | +8  |
| 3   | CSG Saint-Ouen       | 5  | 1 | 0 | 4 | 2   | 8  | 40 | -32 |
| 4   | HC Brest             | 6  | 1 | 0 | 5 | 2   | 5  | 41 | -36 |

La qualification étant déjà jouée, Neuilly-sur-Marne et Saint-Ouen décident de ne pas jouer leur dernier match.

#### Play-Down (Groupe E)
Disputés du 9 février 2008 au 5 avril 2008
| Domicile / Extérieur | Amiens | Rennes | Wasquehal |
| Amiens               |        | 7-10   | 0-5       |
| Rennes               | 5-0    |        | 7-5       |
| Wasquehal            | 2-13   | 4-3    |           |

|  | Victoire à domicile |  | Match nul |  | Victoire à l'extérieur |

Pour les significations des abréviations, voir Statistiques du hockey sur glace.
| Pl. | Équipe              | PJ | V | N | D | Pts | BP | BC | +/- |
| --- | ------------------- | -- | - | - | - | --- | -- | -- | --- |
| 1   | Rennes Cormorans HC | 4  | 3 | 0 | 1 | 6   | 25 | 16 | +9  |
| 2   | Lions de Wasquehal  | 4  | 2 | 0 | 2 | 4   | 16 | 23 | -7  |
| 3   | HC Amiens Somme     | 4  | 1 | 0 | 3 | 2   | 20 | 22 | -2  |

### Zone Sud

#### Groupe C
Disputés du 6 octobre 2007 au 20 avril 2008
| Domicile / Extérieur | Font-Romeu | Gap  | Grenoble | Turin |
| Font-Romeu           |            | 26-0 | 0-9      | 2-1   |
| Font-Romeu           | 38-1       | 0-5  | 9-4      |       |
| Gap                  | 0-18       |      | 1-7      | 2-8   |
| Gap                  | 2-10       | 2-4  | 2-11     |       |
| Grenoble             | 8-1        | 18-2 |          | 5-3   |
| Grenoble             | 3-2        | 10-2 | 3-5      |       |
| Turin                | 1-4*       | 14-1 | 6-5      |       |
| Turin                | 2-9        | 5-2  | 3-7      |       |

|  | Victoire à domicile |  | Match nul |  | Victoire à l'extérieur |

Pour les significations des abréviations, voir Statistiques du hockey sur glace.
| Pl. | Équipe         | PJ | V  | N | D  | Pts | BP  | BC  | +/-  |
| --- | -------------- | -- | -- | - | -- | --- | --- | --- | ---- |
| 1   | Grenoble MH 38 | 12 | 10 | 0 | 2  | 20  | 84  | 27  | +57  |
| 2   | HC Font-Romeu  | 12 | 8  | 0 | 4  | 16  | 119 | 36  | +83  |
| 3   | Turin          | 12 | 6  | 0 | 6  | 12  | 63  | 51  | +12  |
| 4   | Gap HC         | 12 | 0  | 0 | 12 | 0   | 17  | 169 | -152 |

(*) Match joué à Font-Romeu

### Tournoi pour la cinquième place
Disputé à Saint-Ouen les 19 et 20 avril 2008
Turin ne prend pas part au Tournoi et est remplacé par le Rennes Cormorans HC.
Demi-finales
- CSG Saint-Ouen 12-2 Rennes Cormorans HC
- Gap HC 5-6 HC Brest

Match pour la septième place
- Rennes Cormorans HC ? - ? Gap HC

Match pour la cinquième place
- CSG Saint-Ouen ? - ? HC Brest

### Carré Final
Disputé au Pôle Sud à Grenoble du 25 au 27 avril 2008
25 avril 2008
- HC Font-Romeu 4-5 Grenoble MH 38 (après prolongations)
- HC Cergy-Pontoise 8-1 HC Neuilly-sur-Marne

26 avril 2008
- HC Neuilly-sur-Marne 5-3 Grenoble MH 38
- HC Cergy-Pontoise 3-2 HC Font-Romeu

27 avril 2008
- HC Font-Romeu 2-4 HC Neuilly-sur-Marne
- Grenoble MH 38 1-12 HC Cergy-Pontoise

Pour les significations des abréviations, voir Statistiques du hockey sur glace.
| Pl. | Équipe               | PJ | V | N | D | Pts | BP | BC | +/- |
| --- | -------------------- | -- | - | - | - | --- | -- | -- | --- |
| 1   | HC Cergy-Pontoise    | 3  | 3 | 0 | 0 | 6   | 23 | 4  | +19 |
| 2   | HC Neuilly-sur-Marne | 3  | 2 | 0 | 1 | 4   | 10 | 13 | -3  |
| 3   | Grenoble MH 38       | 3  | 1 | 0 | 2 | 2   | 9  | 21 | -12 |
| 4   | HC Font-Romeu        | 3  | 0 | 0 | 3 | 0   | 8  | 12 | -4  |

## Bilan
Le HC Cergy-Pontoise remporte son seizième titre de Champion de France Féminin Élite, son neuvième consécutif.